# Vergeetput

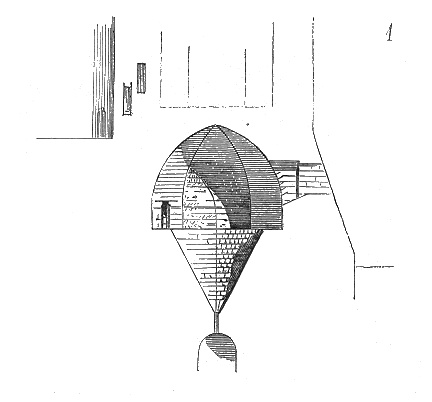
Tekening van de vergeetput van de Bastille.

Een vergeetput of oubliëtte is een onderaardse gevangeniscel in een middeleeuws kasteel of vesting. De enige toegang is via een luik in het plafond hoog boven de grond. Zoals de naam al aangeeft werd een vergeetput gebruikt voor gevangenen die men wilde vergeten.
De term werd eerst na de Middeleeuwen ingevoerd. Archeologische vondsten hebben aangetoond dat ten minste een deel van de vermeende vergeetputten in feite latrines of opslagplaatsen waren.